# Chora (geslacht)
Chora is een geslacht van vlinders van de familie visstaartjes (Nolidae), uit de onderfamilie Chloephorinae.

## Soorten
- C. approximata Warren, 1916
- C. collineata Warren, 1916
- C. dissocia Warren, 1916
- C. ekeikei Bethune-Baker, 1906
- C. falcataria Bethune-Baker, 1906
- C. fulva Bethune-Baker, 1906
- C. hemichlora Joannis, 1911
- C. huntei Warren, 1903
- C. neglecta Warren, 1916
- C. obliqua Bethune-Baker, 1906
- C. plagioscia Turner, 1903
- C. plana Warren, 1916
- C. plinthophora Turner, 1920
- C. repandens Walker, 1862
- C. rubricosa Bethune-Baker, 1906
- C. sanguinea Bethune-Baker, 1906
- C. saturata Warren, 1916
- C. subrubra Bethune-Baker, 1906